# Aquífero Taubaté

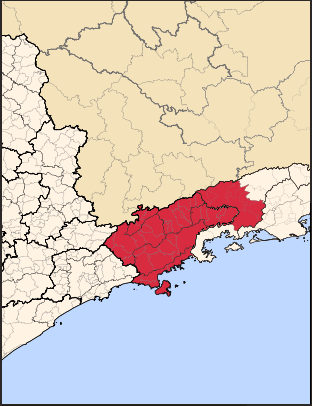
Mesorregião do Vale do Paraíba Paulista, onde se localiza o sistema aquífero Taubaté

O Aquífero Taubaté é um grande aquífero sedimentar, de formação terciária e extensão regional. Sua área de abrangência estende-se sob a porção paulista Vale do Paraíba. 
Muitas cidades dessa região fazem uso das águas deste aquífero como fonte suplementar de abastecimento urbano por meio de poços tubulares profundos. Em algumas localidades essas águas também são exploradas como fonte de água mineral,  cuja composição faz sua classificação variar entre bicarbonatada sódica e bicarbonatada potássica, conforme a localização da fonte, havendo também algumas porções com presença de águas bicarbonatadas cálcicas.

## Características
Originado em formações sedimentares da era terciária, este aquífero é formado pelas águas que percolam  as rochas da formação Taubaté, as quais encontram-se localizadas entre a Serra da Mantiqueira e os contrafortes da Serra do Mar, numa área  que totaliza aproximadamente 2.000 km2.
É composto predominantemente por sedimentos arenosos a argilosos formados há mais de 2 milhões de anos e depositados em ambiente lacustre e fluvial. A espessura alcançada pelas camadas sedimentares que formam este aquífero varia entre 200 a 300 metros.
Na verdade o aquífero Taubaté consiste em um sistema de aquíferos, composto por diversos pacotes sedimentares com águas armazenadas, muitos dos quais interligados. Desta forma, esta formação é classificada como um aquífero multicamadas.
A existência de porções de argilas compactadas sob grandes pacotes de sedimentos arenosos propicia a existência de aqüíferos suspensos ao longo da bacia sedimentar que dá origem ao sistema de aquíferos. Isso faz com que muitas vezes as plumas de contaminação advindas da superfície apresentem dispersão irregular.
A produtividade do Aqüífero Taubaté é bastante variável, com poços apresentando vazões  entre 0,2 e 14 m3/h, variando conforme a permeabilidade dos sedimentos. Nas suas porções mais a oeste predominam sedimentos mais arenosos, o que reflete na produtividade dos poços deste setor, cujas vazões podem ser superiores a 100 m3/h.

## Importância
O Aquífero Taubaté é de grande importância para toda a região metropolitana do Vale do Paraíba, sendo a principal fontes de água subterrânea para os maiores municípios da região, tais como São José dos Campos, Jacareí, Taubaté, Guaratinguetá, entre outros.  Esta formação também merece destaque por sua importância para a manutenção do caudal apresentado pelos próprio Rio Paraíba do Sul, o qual consiste em sua zona de descarga.
Assim sendo, este sistema aquífero tem gerado grande preocupação em relação à sua vulnerabilidade, uma vez que se localiza sob grandes centros urbanos, industriais e rurais, potenciais fontes contaminantes.